# مستر نگاتیو
مستر نگاتیو (انگلیسی: Mister Negative) با نام اصلی مارتین لی (انگلیسی: Martin Li) یک شخصیت خیالی ابرشرور در کتاب‌های کامیک منتشر شده توسط مارول کامیکس است که به عنوان یکی از دشمنان اصلی مرد عنکبوتی، پانیشر و شنل و خنجر به‌شمار می‌رود. مارتین لی یک بشر دوست و از مهاجرین چین به ایالات متحده می‌باشد. این شخصیت توسط دن اسلات و فیل خیمنز خلق شده‌است؛ که برای اولین بار در شمارهٔ ۱ از مجموعه مرد عنکبوتی شگفت انگیز (مه ۲۰۰۷) حضور پیدا کرد. مستر نگاتیو به عنوان یکی از اعضای شش خبیث یکی از دشمنان اصلی مرد عنکبوتی در بازی مرد عنکبوتی حضور داشت.